# Tampa Bay Mutiny
Tampa Bay Mutiny – amerykański klub piłkarski z siedzibą w mieście Tampa, w stanie Floryda. Jego domowym obiektem był Raymond James Stadium, który mógł pomieścić 65 857 widzów. Zespół funkcjonował w latach 1995-2001.

## Historia
Drużyna została założona w 1995 roku i przez cały okres swojego istnienia grała w najwyższej klasie rozgrywkowej. Zespół został rozwiązany w 2001 roku razem z innym klubem z Florydy: Miami Fusion, kiedy liczba drużyn mogąca grać w MLS została zredukowana z 12 do 10. Największym sukcesem Mutiny było zdobycie w 1996 roku MLS Supporters' Shield.

## Rekordy
- Mecze: Steve Ralston: 177
- Gole: Roy Lassiter: 37
- Asysty: Carlos Valderrama: 81
- Czyste konta: Scott Garlick: 11

## Reprezentanci kraju grający w klubie
| Stany Zjednoczone - Martín Vásquez - Cle Kooiman - Steve Pittman - Frankie Hejduk - Steve Ralston - John Diffley - Roy Lassiter - Nelson Vargas - Alan Prampin - Jorge Salcedo - Chad McCarty - Dominic Kinnear - Roy Wegerle - Steve Trittschuh - Ritchie Kotschau - Manny Lagos | Kanada - Frank Yallop Południowa Afryka - Ivan McKinley Kolumbia - Carlos Valderrama Trynidad i Tobago - Evans Wise - Craig Demmin Włochy - Giuseppe Galderisi Mozambik - Chiquinho Conde - Tico-Tico | Liberia - Musa Shannon Szwecja - Thomas Ravelli - Jan Eriksson Boliwia - Mauricio Ramos - Jefferson Gottardi Polska - Jacek Ziober Ghana - Joe Addo Armenia - Harut Karapetyan | Salwador - Raúl Díaz Arce Kostaryka - Alejandro Sequeira Bułgaria - Kalin Bankow Senegal - Mamadou Diallo |

## Trenerzy
- Thomas Rongen (1996)
- John Kowalski (1997-1998)
- Tim Hankinson (1998-2000)
- Alfonso Mondelo (2001)
- Perry Van der Beck (2001)